# 澤塔爾語
泽塔尔語是使用於墨西哥恰帕斯州的馬雅語系語言。根據一般認定，泽塔尔語目前共有六種不同的方言，與索西語和喬爾語都是馬雅語族喬爾泽塔尔語支的子分支語言，但泽塔尔語與索西語關係最接近，兩者均為語形上完全的作格語言（喬爾語是二分作格語言）。
在墨西哥最南方的恰帕斯州有約28萬個泽塔尔語使用者，一些研究員更認為泽塔尔語的範圍可以遠達瓜地馬拉的東南部。泽塔尔語、索西語和喬爾語是恰帕斯州分佈最廣的語言。

## 外部連結
- tzeltal.org （页面存档备份，存于）

1. ↑  Lenguas indígenas y hablantes de 3 años y más, 2020 （页面存档备份，存于） INEGI. Censo de Población y Vivienda 2020.